# Charles R. Hauser
Charles Roy Hauser (8 mars 1900 - 6 janvier 1970) est un chimiste américain. Hauser est membre de l'Académie nationale des sciences, et professeur de chimie à l'Université Duke.

## Travaux
Le Réarrangement de Sommelet-Hauser est une réaction nommée basée sur les travaux de Hauser et Sommelet impliquant le réarrangement de certains sels d'ammonium quaternaire de benzyle,. Le réactif est l'amide de sodium ou un autre amide de métal alcalin et le produit de réaction une N, N -dialkylbenzylamine avec un nouveau groupe alkyle en position ortho aromatique. Par exemple, l'iodure de benzyltriméthylammonium, [( C6H5CH2 )N( CH3 ) 3 ]I, se réarrange en présence d'amidure de sodium pour donner le dérivé o - méthyle de la N,N-diméthylbenzylamine.